# Uncinia macloviformis
Uncinia macloviformis là loài thực vật có hoa trong họ Cói. Loài này được G.A.Wheeler mô tả khoa học đầu tiên năm 2007.